# XLR10

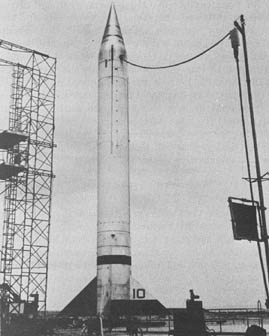
XLR10を搭載するヴァイキングロケット

XLR10 — アメリカ海軍分類XLR10 — はリアクション・モーターズで開発されたエチルアルコールと液体酸素をガス発生器サイクルで燃焼するポンプ供給式液体燃料ロケットエンジンである。当時アメリカで開発中の最も先進的で大きい液体燃料ロケットだったヴァイキングと初期型のヴァンガードの1段目の動力に使用された。

## 概要
第二次世界大戦後、アメリカはヘルメス計画の一環として鹵獲したドイツのV2号ロケットを実験した。これらの実験を元にアメリカは1946年にネプチューンと呼ばれる独自の大型液体燃料ロケットの設計の開発を決定したがヴァイキングに変更した。これはアメリカがV2号を使い尽くした後、ヘルメス計画を継続するために独立したロケットの能力を獲得する事と、科学研究の為により適したロケットに切り替えるという両方の目的だった。海軍は大気の調査と艦隊に影響を及ぼす悪天候の予測の為に実用的なロケットを必要としていた。海軍研究所(NRL)では先進的な観測ロケットを製造するためにアメリカロケット協会(ARS)の会員達を扇動した。
ヴァンガードロケットが最初のアメリカの人工衛星の打上げに選択された時にはマーティン社が主契約社として契約を締結して必要な水準の推力を与えるためにはXLR10では推力が不十分であると判断され、ヘルメス計画を基にしたゼネラル・エレクトリックの提案の方がリアクション モーターズの次の計画よりも相応しく、リスクが少ない選択であると考えられ、1955年10月1日に55-3516-CPを受注したマーティンはゼネラルエレクトリックと推力構造体、ジンバルリング、エンジン部品、エンジン始動器具を含む自己完結型のXLR50エンジンの契約を交わした。

## 設計の特徴
推進剤は(アルコールと液体酸素)でターボポンプによって駆動される単発の大型エンジンに供給される。20,000 lbf (89 kN)の推力を生み出すリアクション・モーターズ製のXLR10エンジンは当時アメリカで開発された最大の液体燃料ロケットエンジンだった。エンジンはV2号の経験を基にして開発されたので同様に過酸化水素の分解によって生成された水蒸気で燃料と液体酸素をエンジンに供給するターボポンプを駆動して、燃焼室は再生冷却だった。黒鉛製の偏流翼を使用したV2号とは異なり、エンジンは推力偏向のためにジンバル式に装架された。